# Vereinte Grüne Österreichs
De Vereinte Grüne Österreichs (Nederlands: Verenigde Groenen van Oostenrijk, VGÖ) waren een kleine groene politieke partij in Oostenrijk. De partij werd in 1982 opgericht en fuseerde in 1986 goeddeels met de Alternative Liste Österreichs (ALÖ) tot Die Grüne Alternative.
Anders dan de ALÖ waren de VGÖ beduidend behoudender en niet-socialistisch. De VGÖ streefden naar een atoomvrij Oostenrijk en de doorvoering van een markteconomie waarbij een ecologisch beleid een van de prioriteiten was. Na de fusie met ALÖ bleef een restant van de VGÖ voortbestaan. Slechte resultaten bij de verkiezingen leidde ertoe dat er in 1994 een einde kwam aan de VGÖ.
De VGÖ onderhielden tijdens hun bestaan contacten met de ÖDP in Duitsland.